# Ophiorrhiza anonyma
Ophiorrhiza anonyma är en måreväxtart som beskrevs av Theodoric Valeton. Ophiorrhiza anonyma ingår i släktet Ophiorrhiza och familjen måreväxter.
Artens utbredningsområde är Java. Inga underarter finns listade i Catalogue of Life.